# Michael Mann (klimatolog)
Michael E. Mann, född 28 december 1965, är en amerikansk klimatolog. Han är sedan 2009 professor i meteorologi vid Pennsylvania State University.
Mann är främst känd för sina insatser inom paleoklimatologi och särskilt uppmärksammad är en temperaturrekonstruktion från 1998,  den så kallade hockeyklubbskurvan. I november 2009 offentliggjordes delar av Manns epostkorrespondens med andra klimatologer i en affär som kom att kallas climategate. En utredning tillsatt av Pennsylvania State University visade att anklagelserna om forskningsfusk mot Mann saknade grund.